# Visstation IJmuiden
Het visstation was een goederenstation in de Haven van IJmuiden, specifiek gebouwd voor de overslag van vis.
Het visstation stond op de Halkade, bij de visafslag van de Vissershaven. Het lag westelijk van het Station IJmuiden en vormde het eindpunt van de IJmondlijn, ook bekend als de Vislijn.

## Aanleiding en bouw
Na de opening van het Noordzeekanaal in 1876 ontstond IJmuiden als snel groeiende vissersplaats. Al in 1883 was de spoorlijn van de HIJSM vanuit Velsen doorgetrokken naar IJmuiden, waar het eindstation bij de sluizen van het Noordzeekanaal lag. Dit station en de spoorlijn waren echter niet erg succesvol. De vishandel werd echter steeds belangrijker voor IJmuiden en in 1896 werd ten zuiden van het dorp de grote Vissershaven aangelegd, met loodsen en een visveiling. Om de vis snel te kunnen vervoeren naar plaatsen in Nederland en Europa werd de spoorlijn in 1898 verlegd naar Vissershaven waar het nieuwe visstation werd geopend. IJmuiden werd een van de modernste en grootste visserijhavens van Europa, waardoor het visvervoer per trein sterk toenam. In 1899 opende naast het visstation ook het nieuwe Station IJmuiden voor personenvervoer met een goederenemplacement. 

## Station
Het visstation bestond uit een rechthoekig gebouw dat direct aansloot op de visafslag langs de kade. Het gebouw was drie verdiepingen hoog en diende voornamelijk als hal voor het transportklaar maken van de vis. Op de eerste verdieping was via een loopbrug over de Halkade een verbinding van de vishal met de hoger gelegen straat van de Bik- en Arnoldkade en de woonkern IJmuiden. De sporen waren aan de oostelijke zijde aangesloten op het emplacement van Station IJmuiden. Voor de hal lagen vier sporen met drie laadperrons, waar de vis op efficiënte wijze in de goederenwagons kon worden geladen. Deze perrons werden in 1915 overkapt, zodat de overslag nog hygiënischer kon plaatsvinden. Een spoor liep tussen de hal en de hoge kademuur naar de westelijke zijde, waar nog een klein emplacement met drie sporen was aangelegd voor de naastgelegen vishallen. Hier waren geen perrons.

## Latere geschiedenis
Tijdens de Tweede Wereldoorlog werd IJmuiden regelmatig gebombardeerd. Een groot deel van de gebouwen in de haven raakte zwaar beschadigd, waaronder de vishallen en het visstation. Omdat al voor de oorlog het vervoer van vis steeds vaker per vrachtwagen in plaats van per trein plaatsvond werd het visstation in aangepaste vorm herbouwd, met nog maar drie sporen en twee laadperrons (waarvan één overkapt) aan de oostelijke zijde. Deze ontwikkeling zette zich verder voort en in 1971 werd het stationsgebouw geheel afgebroken. Het laadperron bleef wel behouden. 
Toen in september 1983 de NS het personenvervoer op de IJmondlijn staakte, bleef alleen het vistransport per spoor nog over. Dat kon met diesellocomotieven, waardoor de NS in januari 1984 de bovenleiding op de IJmondlijn verwijderde. In 1985 werden de IJmuidense emplacementen grotendeels opgebroken en in 1989 werd het tweede spoor van de IJmondlijn verwijderd. Het aantal goederentreinen bleef ook verder teruglopen, met op het laatste nog maar één wekelijkse vistrein naar het Italiaanse Chiusi. Het is stand houden van de spoorlijn was hierdoor niet meer rendabel. In oktober 1994 werd de reguliere vistrein vanuit IJmuiden naar Italië gestopt en in 1995 reed de laatste vistrein vanuit IJmuiden.

## Afbeeldingen

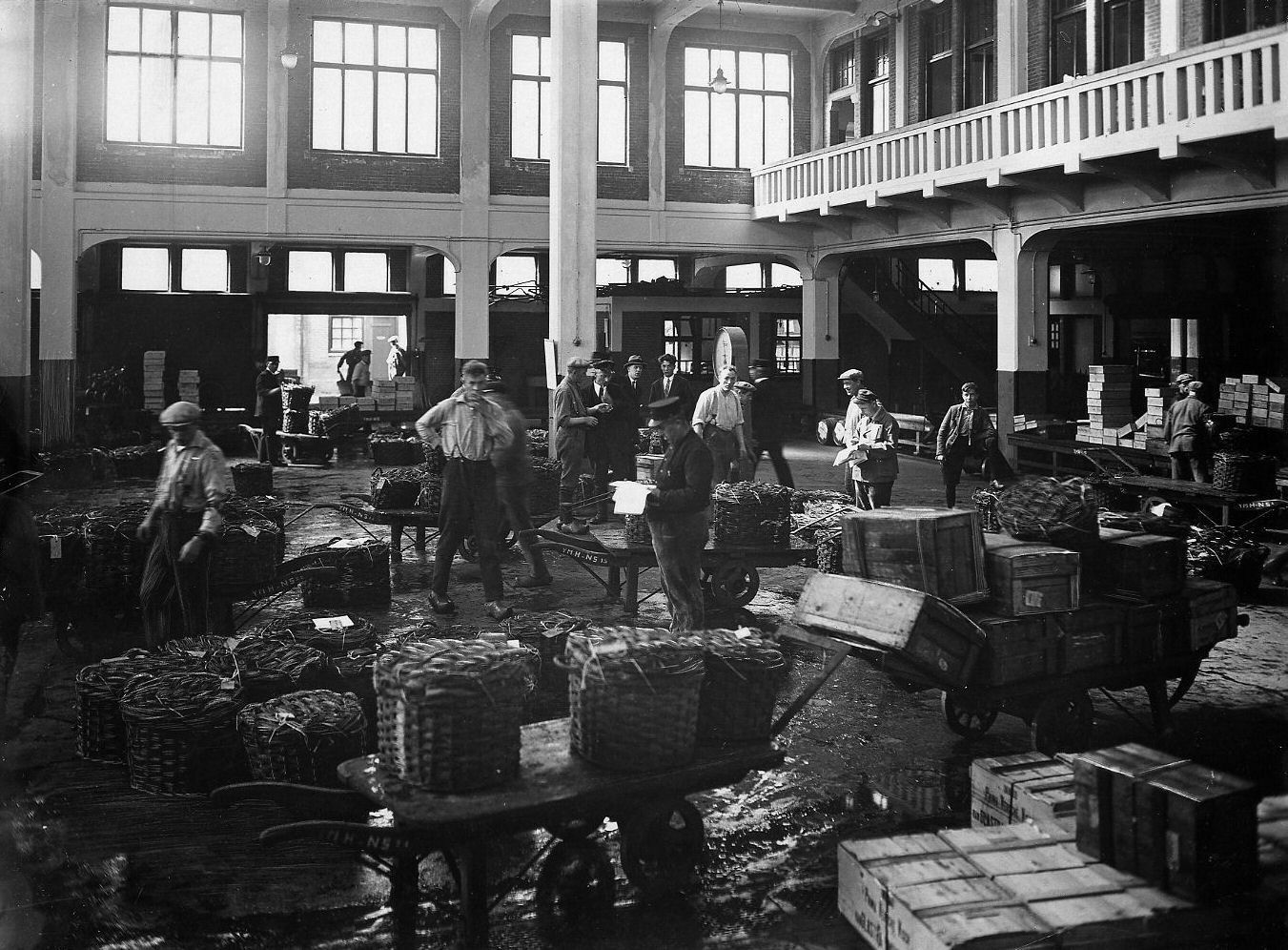
Interieur van de hal van het stationsgebouw
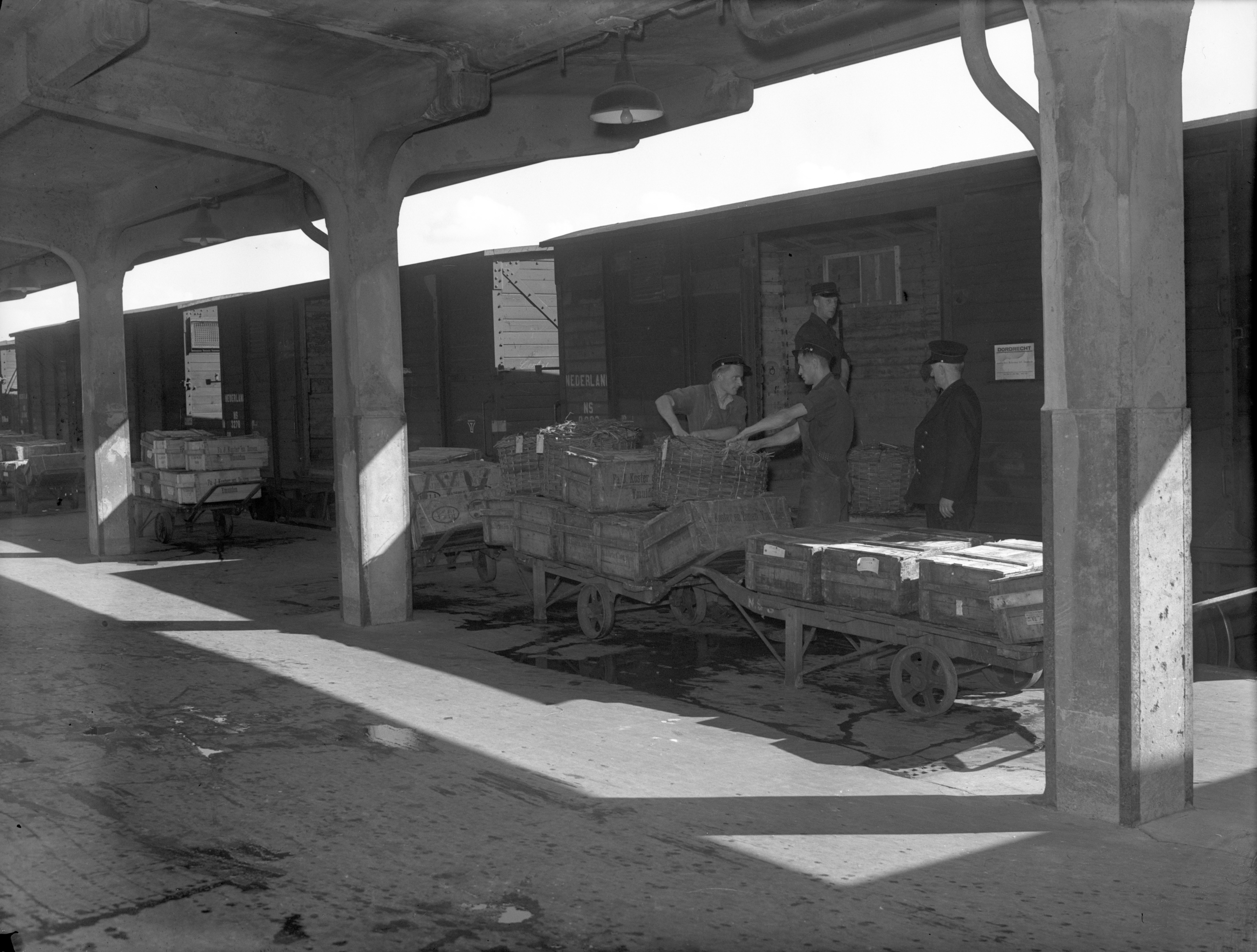
Het beladen van goederenwagons langs het overdekte perron